# Neuillé
Neuillé är en kommun i departementet Maine-et-Loire i regionen Pays de la Loire i nordvästra Frankrike. Kommunen ligger i kantonen Allonnes som tillhör arrondissementet Saumur. År 2022 hade Neuillé 1 011 invånare.

## Befolkningsutveckling
Antalet invånare i kommunen Neuillé
| Referens: INSEE |